# Ribeira Seca (Calheta)
Ribeira Seca ist eine portugiesische Gemeinde (Freguesia) im Kreis (Município) Calheta auf der Azoren-Insel São Jorge. In ihr leben 897 Einwohner (Stand 19. April 2021).
Der besonders in Frankreich wirkende Komponist und Dirigent Francisco de Lacerda wurde 1869 hier geboren.